# آنژلیکا هاروتیونیان
آنژلیکا یرواندی هاروتیونیان (ارمنی: Անժելիկա Երվանդի Հարությունյան؛  زادهٔ ۱۸ ژوئن ۱۹۲۶ درگذشته ۲۰۰۴) خواننده اپرا اهل ارمنستان بود.

## زندگی‌نامه
وی در ۱۸ ژوئن ۱۹۲۶ در گروزنی به دنیا آمد و از کنسرواتوار دولتی کومیتاس ایروان فارغ‌التحصیل گشت. وی همچنین برنده جوایزی همچون هنرمند مردمی ارمنستان شوروی شد. وی در ۲۰۰۴ در ۷۸ سن سالگی در ایروان درگذشت.